# Detlev Schmidtchen
Detlev Schmidtchen (* 16. Oktober 1954 in Wolfenbüttel) ist ein deutscher Rockmusiker, er spielt Keyboard und Gitarre.

## Leben

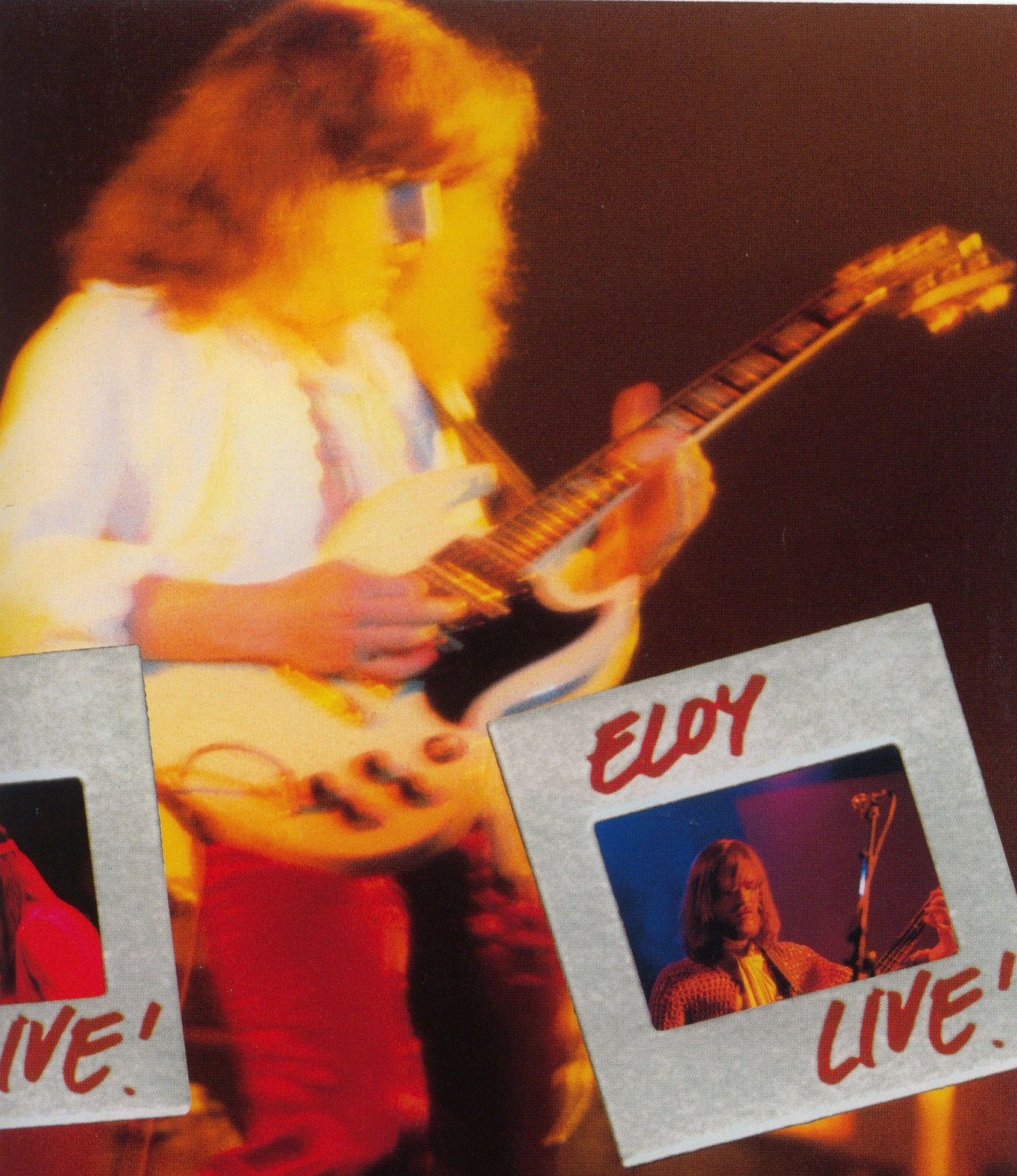
Detlev 1978 Ocean Tour / Live LP Recording

Detlev Schmidtchen startete 1970 als Gitarrist in einer Schülerband. Im folgenden Jahr gründete er in Hannover die Amateurband Getriebe, die 1975 das „Pop 75“-Festival in der Niedersachsenhalle gewann. Dem Sieger winkte Aufnahmezeit in einem Tonstudio (als Vinyl-Single Syncron in kleiner Auflage veröffentlicht) und ein Abendessen mit dem Headliner des Festivals, der Gruppe Eloy. Dieser erste Kontakt mit Frank Bornemann, dem Kopf von Eloy, führte nach dem Auseinanderbrechen beider Bands kurz darauf dazu, dass Schmidtchen Teil der neuen Eloy-Besetzung wurde.
Von 1976 bis 1979 war Schmidtchen Mitglied von Eloy. Anfänglich als zweiter Gitarrist, nach kurzer Zeit aber vorwiegend an den Keyboards. Danach gründete er mit dem Schlagzeuger Jürgen Rosenthal (ebenfalls Ex-Mitglied von Eloy sowie den Scorpions) die Gruppe Ego on the Rocks, die mit Acid In Wounderland (1981) allerdings nur ein Album veröffentlichte. In dieser Zeit wirkte er auch an dem Konzeptalbum Warlock – Memories of a White Magician (1981) von Jon Symon mit. Anschließend tat er sich mit einem weiteren ehemaligen Eloy-Musiker, Manfred Wieczorke (Gitarre, Keyboard), zusammen. Das Duo machte zunächst in den Jahren 1982 und 1983 Musik im Stil der NDW unter dem Namen Piefke & Pafke und die Jungs aus der Dunkelkammer. Spätere Projekte mit Instrumentalmusik liefen unter den Namen The Trick, Animator und Choco.
Im Jahre 2007 erschien Detlev Schmidtchens erste Solo-CD The Last Planet (Chapter I – Impressions), ein Konzeptalbum, bei dem es erneut zu einer Zusammenarbeit mit Jürgen Rosenthal kam.

## Diskografie

### Singles
- 1975 – Getriebe „Syncron“ (Privatpressung)
- 1981 – The Trick „Somewhere there’s a World“
- 1982 – Piefke und Pafke „...und es geht ab“
- 1983 – Piefke und Pafke „Auf in die Galaxien“

### LPs
- 1976 – Eloy – „Dawn“
- 1977 – Eloy – „Ocean“
- 1978 – Eloy – „Live“
- 1979 – Eloy – „Silent Cries & Mighty Echoes“
- 1980 – Jon Symon – „Warlock“
- 1981 – Ego On the Rocks „Acid in Wounderland“
- 1985 – Choco „For Easy Listening“
- 1986 – Choco „Bubbles in Your Brain?“
- 1987 – The Trick „Trick Mix“

### Solo-CDs
- 2007 – „The Last Planet (Chapter I – Impressions)“
- 2008 – „The Last Planet (Chapter II – Challenges)“
- 2009 – „The Last Planet (Chapter III – Reversion)“
- 2011 – „Blaze the Trail“
- 2013 – „VANTHASIA“
- 2014 – „The Last Planet (Chapter I – III -Full Box Version- )“
- 2014 – „C H O C O“ Bubbles in your Brain WORLD-Wide REMASTERING (mit Manfred Wieczorke)
- 2015 – „Another World“
- 2022 – „Zero Gravity“
- 2024 – „The tears of CHRONOS“